# Massimo Ambrosini
Massimo Ambrosini (Pesaro, 1977. május 29. –) kétszeres BL, és UEFA-kupa győztes labdarúgó.

## Pályafutása

### Klubcsapatban
Tehetségére korán fény derült, és az 1994/1995-ös idényben (mindössze 17 évesen) már a profik között játszott a 2. ligás Cesena csapatában. Ebben a szezonban egyből alapembere is lett a gárdának, és mivel a bajnokság végén a 8. helyen zártak, teljesítményére felfigyeltek a nagyok is.
A fiatal tehetségért folytatott versenyt végül a Milan nyerte meg.
A Cagliari ellen debütált a Serie A-ban. Abban a szezonban 7 meccsen lépett pályára, de ez nem meglepő, hiszen olyan vetélytársai voltak a középpályán, mint Albertini, Donadoni, Desailly, Lentini, Eranio, Roby Baggio, vagy éppen Boban.
Következő szezonjában ugyan többet lépett pályára, de rendszerint csak pár perc lehetőséget kapott a bizonyításra, ezért kölcsönadták a szintén Serie A-s Vicenzának erősödni.
Itt Zauro és Baronio mellett olyan jól játszotta végig a szezont a még mindig csak 20 esztendős fiatalember, hogy a piros-feketék visszahívták Milánóba, ahol később bajnoki címet is ünnepelhetett.
Az 1999/2000-es idényben továbbra is stabil kezdőjátékos maradt. Az elkövetkező két évben térd problémái miatt mindössze 25 mérkőzésen szerepelt, igaz, 2002 első felében a 9 meccsen 3 gólt szerzett.
2003-ban egy Bajnokok Ligája elsőséggel, és egy kupagyőzelemmel tért vissza, de már korántsem volt olyan biztos helye a kezdőcsapatban. 2004-ben újabb olasz bajnoki címmel gyarapodott éremgyűjteménye, amelyből a Lazio elleni meccset az ő találata döntötte el. Bár nyáron hívta a Real Madrid, Ambrosini Milánóban maradt. Ez azért volt meglepő, mert Gattuso mellett Massimora csak csereként számított Ancelotti mester.
A 2005-ben a Bajnokok Ligája elődöntőjében, a PSV elleni visszavágó utolsó percében szerzett fejesgóljával jutott tovább a milánói gárda.
2007-ben jelentősen kivette részét csapata BL-, Szuper kupa-, és Klubvilágbajnokság győzelméből is.

### A válogatottban
Az 1999/2000-es idényben mutatkozott be az olasz nemzeti válogatottban, Horvátország ellen. Ezután a nyáron alapembere volt a 2000-es Európa-bajnokságon ezüstérmet szerző olasz gárdának is. Majd sérülés miatt kihagyta a 2002-es világbajnokságot. A 2008-as Eb olasz keretének tagja.

## Sikerei, díjai

### AC Milan
- Serie A győztes: 1995–1996, 1998–1999, 2003–2004, 2010–2011
- Coppa Italia: 2002–2003
- Supercoppa Italiana: 2004,2010
- UEFA Bajnokok Ligája: 2002–2003, 2006–2007
- UEFA Szuperkupa: 2003, 2007
- FIFA-klubvilágbajnokság: 2007

## Külső hivatkozások
- Massimo Ambrosini. worldfootball.net
- Massimo Ambrosini. national-football-teams.com
- Massimo Ambrosini. uefa.com